# Sedimentação
Sedimentação é um processo de separação em que a mistura de dois líquidos, ou de um sólido suspenso num líquido é deixada em repouso (sedimentação em batch), ou adicionada continuamente em uma unidade de sedimentação em contínuo. A fase mais densa, por ação da gravidade deposita-se no fundo do recipiente, ou seja, sedimenta.
Sedimentologia é a disciplina que estuda as partículas de sedimentos derivados da erosão de rochas ou de materiais biológicos que podem ser transportados por um fluido, levando em conta os processos hidroclimatológicos, com ênfase à relação água-sedimento, ou outros aspéctos geológicos.
Um dos principais motivos de sua importância, na engenharia hidráulica, é devido ao fato dos sedimentos serem prejudiciais a projetos e operações de obras hidráulicas, bem como conservação das terras (ver solo) e  recursos hídricos .
Um dos pioneiros no estudo da sedimentologia foi o engenheiro hidráulico Hans Albert Einstein, filho do famoso físico Albert Einstein. Sua tese foi sobre o estudo dos fenômenos de transporte de materiais sólidos (sedimentos) nos rios que resultou num modelo matemático conhecido como Método de Einstein para cálculo de transporte sólido nos rios, muito utilizado em Hidrologia e em Sedimentologia , posteriormente modificado por outros hidráulicos e hidrólogos, entre os quais o russo Kalinsky e o português Veiga da Cunha do LNEC, em Lisboa.
Sobre o relacionamento com o pai, Albert Einstein, ele declarou ao New York Times em 1973: "Provavelmente o único projeto do qual ele desistiu fui eu. Ele tentou me dar conselhos, mas logo descobriu que eu era cabeça-dura demais e que ele estava apenas perdendo tempo."  Um dos conselhos do pai foi para que ele desistisse de estudar os fenômenos de transporte sólido nos rios e se dedicasse a física quântica, "pois este era assunto menos complicado do que a sedimentologia dos rios" .
Alguns hidráulicos brasileiros trabalharam com modelos físicos de sedimentologia em Laboratórios de Hidráulica Fluvial, entre os quais Díocles Rondon, Jorge Paes Rios e Alfredo Ribeiro da Costa.
No Brasil o estudo dos sedimentos tem grande importância por causa de interferências antrópicas, como por exemplo, mau uso do solo, causando diversos problemas pela erosão, voçorocas, transporte de sedimentos nos rios, depósitos em locais indesejáveis e assoreamento das barragens.
A deposição de sedimentos em reservatórios é um grande problema no país, pois a maioria da energia consumida vem de usinas hidroelétricas. No caso da Usina hidrelétrica de Tucuruí, por exemplo, foi calculado em 400 anos o tempo necessário para o assoreamento total do reservatório da barragem.

## Sedimentação em geologia
Na geologia, sedimentação é o processo pelo qual partículas minerais ou orgânicas são depositadas e acumuladas após serem transportadas por agentes externos como água, vento, gelo ou gravidade, originando camadas que podem se consolidar em rochas sedimentares.

### Processos sedimentares
O processo envolve três principais etapas:
1. Decantação: queda de partículas quando a energia do agente transportador diminui.
2. Acomodação: sedimentação conforme o espaço disponível na bacia.
3. Estabilização: início da diagênese, com início da compactação e cimento dos sedimentos.

Estes processos geram estratos ou camadas, que registram a paleoenergia, fonte de sedimento e dinâmica ambiental.

### Tipos de sedimentação
- Mecânica (clástica): deposição física de fragmentos das rochas, como areia, silte, argila e cascalho.[3]
- Química: precipitação de substâncias dissolvidas (ex.: calcita, gipsita, halita), formando rochas como calcários e evaporitos.[4]
- Orgânica: acumulação de restos biológicos (ex.: carvão, coquinas, radiolaritos).

### Ambientes sedimentares
A sedimentação ocorre em diferentes ambientes, classificados como:
- Continentais: fluvial, lacustre, eólico, glacial.
- Transicionais: deltas, estuários, manguezais.
- Marinhos: plataforma, talude, planície abissal.

Cada ambiente produz depósitos com características específicas, fundamentais para reconstrução paleogeográfica.

### Estruturas sedimentares primárias
Estes padrões formados na deposição são essenciais para interpretar fácies e paleocorrentes:
- Estratificação paralela e cruzada;
- Ripple marks (ondas sedimentares);
- Graded bedding (camada com granulação vertical graduada);
- Mud cracks (fendas de drenagem);
- Load casts e structures slump;
- Icnofósseis e marcas de bioturbação.[5]

O estudo destas estruturas, ilustradas abaixo, permite inferir energia deposicional, orientação do fluxo e ambiente original:
- Ripple marks: ondulações simétricas ou assimétricas indicam ação de correntes ou marés;
- Cross-bedding: laminas inclinadas que apontam direção de deriva do sedimento;
- Load casts: depósitos de densidade diferencial evidenciando processos pós-deposição.

### Sedimentação e tectonismo
O tectonismo afeta diretamente a sedimentação:
- Criação de espaço de acomodação por subsidência;
- Controle dos sistemas deposicionais;
- Formação de discordâncias e reativação de superfícies erosivas.[3]

### Registro estratigráfico e aplicações
O registro sedimentar, organizado em fácies e sequências, é fundamental para estudos paleoclimáticos, paleobiológicos, datções estratigráficas e exploração de recursos (petróleo, carvão, gás, água subterrânea).

### Sedimentação contemporânea e impactos ambientais
Atualmente, ações como desmatamento, agricultura e construção de barragens influenciam processos sedimentares, alterando a dinâmica de rios e a qualidade da água.

## Exemplos visuais de estruturas sedimentares

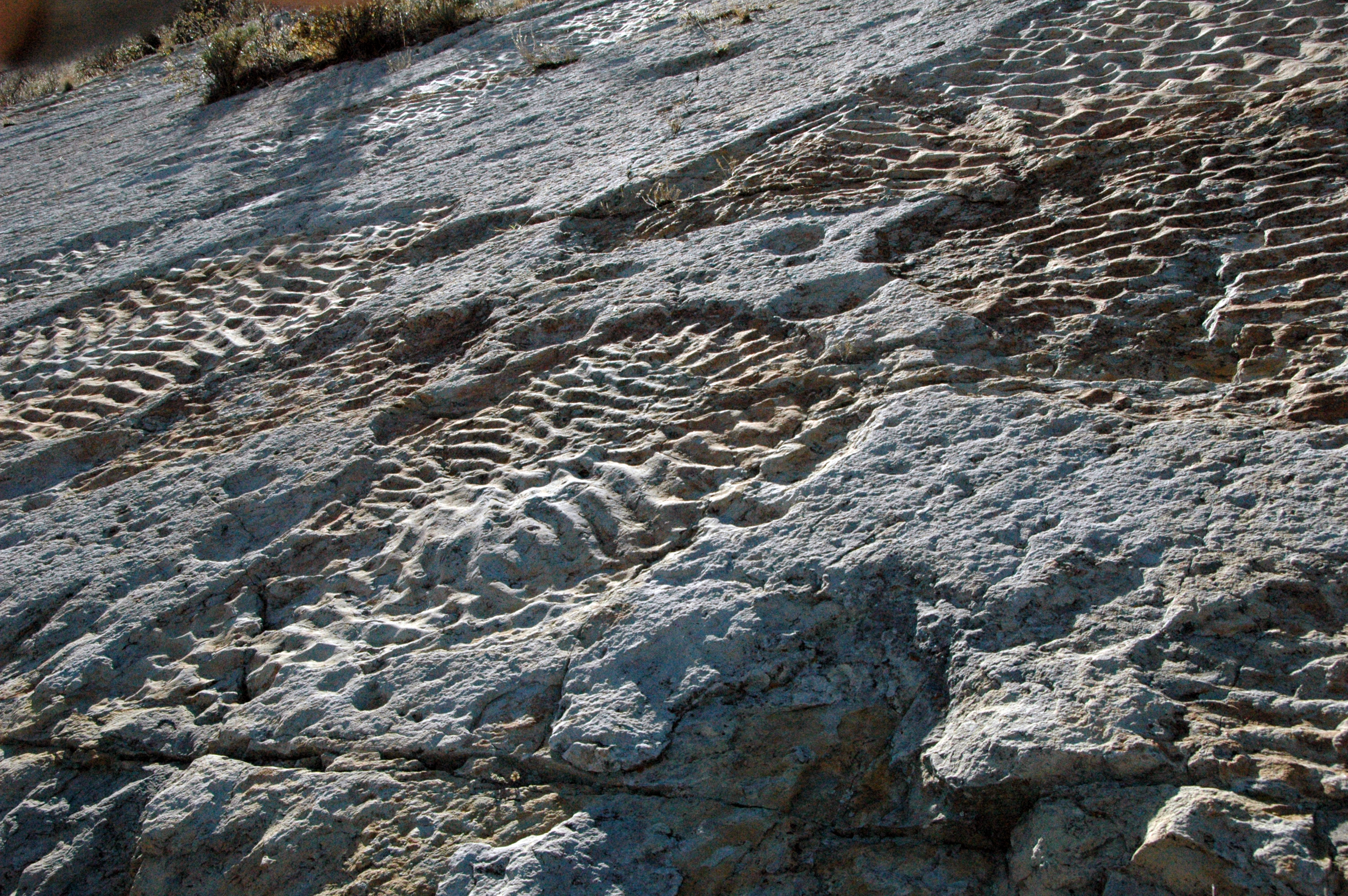
Ripple marks simétricas e interferência de ondas – Dakota Sandstone (Colorado, EUA)